# Parham Maghsudlu
Parham Maghsudlu (pers. ‏پرهام مقصودلو‎, ur. 11 sierpnia 2000 w Gonbad-e Kawus w Iranie) – irański szachista. W 2016 Międzynarodowa Federacja Szachowa przyznała mu tytuł arcymistrza. Maghsudlu dwukrotnie zdobywał mistrzostwo kraju, a w 2018 roku został mistrzem w mistrzostwach świata juniorów do lat 20.
Najwyższy ranking w dotychczasowej karierze osiągnął w 1 czerwca 2022 r., z wynikiem 2716 punktów zajmował wówczas 33. miejsce na światowej liście FIDE oraz 1. miejsce wśród irańskich szachistów.